# Dreammoko
Dreammoko, född 15 april 2013, är en fransk varmblodig travhäst. Sedan hösten 2020 tränas han i Frankrike av elitloppsvinnaren Romain Derieux, innan dess tränades han ett år av Björn Goop i Sverige. Dessförinnan tränades han en kort tid av Wilhelm Paal, och före det i Frankrike av Richard Westerink. I Frankrike kördes han oftast av Gabriele Gelormini eller Björn Goop. Dreammoko är son till Timoko, som är Frankrikes vinstrikaste häst genom tiderna.
Dreammoko började tävla 2015. Han har till november 2019 sprungit in 5,7 miljoner kronor på 59 starter varav 7 segrar, 9 andraplatser och 5 tredjeplatser. Han har tagit karriärens hittills största segrar i Prix Phaeton (2017) och Silverörnen (2018). Han har även kommit på andraplats i Prix de Sélection (2017) och Gran Premio Lotteria (2018) samt på tredjeplats i Kymi Grand Prix (2017), Gran Premio Continentale (2017) och Elitloppet (2018).

## Karriär

### Sverigebesök
Dreammoko gästade Sverige och Solvalla för första gången 2017, då han kom på tredjeplats i Fyraåringseliten bakom Love Matters och Diamanten under Elitloppshelgen 2017.
Den 15 maj 2018 blev Dreammoko inbjuden till 2018 års upplaga av Elitloppet, efter sin insats i Gran Premio Lotteria där han kom på andraplats. Elitloppet gick av stapeln den 27 maj 2018 på Solvalla. Han kördes av Björn Goop, som så sent som året före vunnit loppet med Dreammokos far Timoko. Han startade i det omtalade första försöksloppet – ett lopp som försenades med 15 minuter efter problematik med omstarter. I det lopp som senare gick iväg kom Dreammoko på andraplats, och tog sig därmed vidare till finalen av Elitloppet. I finalen skar han mållinjen som fyra. I efterhand fråntogs Propulsion sin andraplats i finalen (liksom alla sina andra resultat på svensk mark) då det 2020 framkom att han varit nervsnittad i sina hovar och inte varit startberättigad. Dreammokos fjärdeplats blev därför en tredjeplats.
Den 25 augusti 2018 deltog han i Sundsvall Open Trot på Bergsåker travbana. Han slutade oplacerad efter att ha skurit mållinjen som sexa. Den 8 september 2018 vann han Silverörnen på Solängets travbana tillsammans med Peter Ingves, efter att ha speedat ner både Diamanten och Makethemark under upploppet. Han deltog sedan i 2018 års UET Trotting Masters-final den 16 september på Östersundstravet, där han slutade oplacerad.

### Flytt till Sverige
Den 13 mars 2019 meddelades det att Dreammoko skulle flyttas till Sverige och sättas i träning hos Wilhelm Paal vid Halmstadtravet. Enligt ägarna var siktet inställt på alla de stora loppen i Norden. Den 18 juli 2019 meddelades det att Dreammoko byter tränare till Björn Goop.
Dreammoko gjorde 16 starter för Björn Goop och vann två av dem. Den sista var i finalen av STL Open 2020 där han slutade oplacerad. I september 2020 flyttade Dreammoko tillbaka till Frankrike igen.